# 水原弘
水原 弘（みずはら ひろし、1935年〈昭和10年〉11月1日 - 1978年〈昭和53年〉7月5日）は、日本の歌手・俳優である。愛称は「おミズ」。東京府東京市深川区（現在の東京都江東区）出身。東京都立赤坂高等学校商業科卒業。

## 概要
マナセプロダクションに在籍していたが、一時期、渡辺プロダクションに所属。井上ひろし、かまやつひろしとのトリオで「三人ひろし」と呼ばれていた（ただし水原の持ち味は当時の「ロカビリー・アイドル」としては全く異質であったため、後に守屋浩と交代する）。
村松友視がその生涯をまとめた評伝を書き下ろしている（『黒い花びら』村松友視、河出書房新社、2005年）。

## 略歴

### 芸能界入り
東京都立赤坂高等学校2年の時に、文化放送主催の『素人ジャズ喉自慢』に優勝。その後活動していたジャズ喫茶で渡邊美佐にスカウトされ、芸能界入り。
1957年（昭和32年）ダニー飯田とパラダイス・キングに初代ヴォーカルとして参加するが、翌年には脱退。
昭和33年水原弘とブルーソックスを結成。メンバーには森山加代子・ジェリー藤尾がいた。

### デビュー曲「黒い花びら」で第1回日本レコード大賞
1959年（昭和34年）、東京芝浦電気（現・東芝）の音楽レコード事業部の東芝レコードから「黒い花びら」（作詞：永六輔・作曲：中村八大）でレコード・デビュー。夏木陽介主演の東宝映画『青春を賭けろ』に歌手役で出演。「黒い花びら」は発売初年に30万枚、総合計57万枚という当時としては大ヒット作となった。ちなみに最初のマネージャーは渡邊美佐の妹、曲直瀬信子だった。
またこの年から始まった第1回日本レコード大賞を「黒い花びら」で受賞。新人デビュー年の大賞受賞は現在においても水原が唯一である。また第10回NHK紅白歌合戦に初出場。その後も3年連続で紅白に出場を果たし、独特の甘い“低音”で一世を風靡した。そして20代の女性たちに多大な人気があった。
1960年代前半より各社の映画作品への出演が増え、現代劇作品の主役や時代劇作品の準主役級の役をこなし、多くの人気俳優と共演。共演した俳優から高い評価を得ている。東宝映画『皆殺しの歌、拳銃よさらば』で主役を演じた際には、仲代達矢に「この主役の演技ができるのは水原弘だけだ。」と褒められたというエピソードが残っている。

### 放蕩三昧の日々により一時低迷
この頃から取り巻きを引き連れて夜の街を豪遊し、「業界屈指の酒豪」と呼ばれるようになった。「水代わりにレミーマルタン」との逸話が残るほど、日常的な酒浸りや莫大な金額のギャンブルに加えて、いわゆる高利貸しや闇金融からの多額の借金を抱え、不遇な時代を送る。また、デビュー直後から水原を支え長く婚約状態だった女性が居たが、結局結婚には至らず離別している。
1965年3月10日、警視庁による「錦政会」（のちの稲川会の前身となった組織）に対する第一次頂上作戦に絡んで、横浜市港北区にある綱島温泉の旅館「石水亭」が捜索を受ける。旅館経営者や賭博開帳関係者が逮捕される中、前年5月に行われた花札賭博に水原が関与、50万円を巻き上げられた事が発覚。事情聴取を受ける事態となる。この事で事実上の芸能界追放となり、ここから2年間は表舞台から遠ざかる一方で、借金返済に苦しめられる日々となる。

### 「君こそわが命」で“奇跡のカムバック”
1967年（昭和42年）、この当時マネージャーを務めた長良じゅんの奔走などにより、2月、佳川ヨコとの競作で「君こそわが命」（作詞：川内康範・作曲：猪俣公章）をリリース。その歌唱力と売り上げで佳川を圧倒し大ヒット。“奇跡のカムバック”と称され、同年末に第9回日本レコード大賞・歌唱賞を受賞。第18回NHK紅白歌合戦へも6年ぶり・4回目の復帰出場を達成する。その後も活躍は続けていたものの、相変わらず酒に溺れる日々は続き、次第に病気がちになっていった。

アース製薬 由美かおる&水原弘（兵庫県丹波篠山市）

1970年（昭和45年）、アース製薬のエアゾール式殺虫剤『ハイアース』のテレビCMに由美かおるとともに出演。水原を起用した同商品のホーロー看板も造られ、全国津々浦々に設置された。カムバックから3年が経過したこの時期、再び放蕩三昧の生活に舞い戻る。膨れ上がる借金で取立人に追われながら、クラブ、キャバレーの地方営業や様々な仕事を昼夜を問わず、休む間もなくこなさざるを得なくなった。このCM出演も、その最中で起用されたものであった。
1973年（昭和48年）、第24回NHK紅白歌合戦に通算10回目の出場を果たす。1971年（昭和46年）の第22回同様「トリ前」を務め、代表曲「君こそわが命」（紅白では通算3回目）を歌唱した。しかし水原自身、この同年・第24回紅白が生涯最後の出場と成る。翌1974年（昭和49年）の第25回は再び落選し、以降も紅白への復活は果たせなかった。また当年夏ごろには3億5000万円もの借金を抱えていたという。

### 晩年・42歳で死去
1977年（昭和52年）1月12日、巡業先の金沢市で体調不良を訴え緊急入院。すでにアルコール依存症からくる影響で肝臓は正常に機能しなくなっており、黄疸や腹水の症状も起こしていた。新宿の朝日生命成人病研究所附属病院に2月末まで入院加療し、一旦退院したものの同年6月末まで自宅静養に専念する。
同年7月から仕事に復帰したが、アルコール性の急性肝炎から慢性肝炎に移行、肝硬変を発症しており、度々極度の貧血などの症状で倒れるなど、もはや極めて深刻な状況を迎えていた。医師から「このままの生活を続けたら1年以内の命」と警告されるも、莫大な借金返済のため、金融業者は満身創痍の水原を、ときにランクの低い歌手より安いギャラでも、「馬車馬のように」全国を営業させた。
それでも水原は、酒を手放すことはなかった。医師から飲酒を厳しく禁じられるも、水原はストレスに耐えかね、「これぐらいなら」とワインを隠れて飲んでいたという。この最晩年期、服用していた薬の副作用で顔に吹き出物が目立つようになり、それを隠すように口髭をたくわえ始めていた。
1978年（昭和53年）6月24日未明、北九州市小倉北区の宿泊先「ホテルニュー田川（現・アートホテル小倉ニュータガワ）」の客室トイレで大量に吐血し、瀕死の状態だったところをホテルで食事をとっていて遅れたマネージャー美山淳に発見される。同市戸畑区の健和総合病院（現・戸畑けんわ病院）に救急搬送されるも、既に血液の1/3が失われていた。その後一時は意識が回復し、憔悴する美山に「馬鹿野郎、俺は死なねーよ」と話しかけるなど小康状態を見せるが、既に内臓のあちこちから出血がみられ、実質的には手がつけられない状況だった。それでも水原は歌を諦めず、再度「奇跡のカムバック」を目指していたという。
だが水原の願いは届かぬまま、再び意識不明の重体に陥り、吐血から11日後の7月5日未明、同院で肝硬変の重症化による食道静脈瘤破裂のため死去。42歳没。残った借金は当時の額で9000万円とも言われる。
1999年（平成11年）、「大衆音楽の殿堂」（財団法人古賀政男音楽文化振興財団運営）顕彰歌手に選ばれた。

## 作品

### シングル
| 発売日              | 品番     | 面 | タイトル                                        | 作詞                              | 作曲                               | 編曲         | 備考 |
| ------------------- | -------- | -- | ----------------------------------------------- | --------------------------------- | ---------------------------------- | ------------ | --- |
| 1959年7月下旬臨発   | JP-1070  | A  | 黒い花びら                                      | 永六輔                            | 中村八大                           | 中村八大     | A面は第1回日本レコード大賞受賞（この年は新人にして大賞を受賞したため、新人賞は設けられなかった）。 永六輔&中村八大（六・八）コンビによる第1号作品。 三連符のロッカバラードがオリジナルの歌謡曲として聴かれる歌になって登場したのもこれが最初。 “黒い”シリーズ第1弾シングル。東宝映画『青春を賭けろ』挿入歌。 |
| 1959年7月下旬臨発   | JP-1070  | B  | 青春を賭けろ                                    | 永六輔                            | 中村八大                           | 中村八大     | 東宝映画『青春を賭けろ』主題歌。 |
| 1959年11月 中旬臨発 | JP-1090  | A  | 黒い落葉                                        | 永六輔                            | 中村八大                           | 中村八大     | “黒い”シリーズ第2弾シングル。 |
| 1959年11月 中旬臨発 | JP-1090  | B  | 黄昏のビギン                                    | 永六輔 中村八大                   | 中村八大                           | 中村八大     | |
| 1960年2月臨発       | JP-1135  | A  | 別離                                            | 水島哲                            | 中村八大                           | 中村八大     | 東宝映画『別離の歌』主題歌（水原主演、共演は高島忠夫、水野久美）。 |
| 1960年2月臨発       | JP-1135  | B  | 黒い貝殻                                        | 永六輔                            | 中村八大                           | 中村八大     | 東宝映画『別離の歌』挿入歌で“黒い”シリーズ第3弾。 ”黒い”シリーズの中では最も評価されませんでしたが永六輔氏は一番自信を持っていた作品でした。 |
| 1960年5月下旬臨発   | JSP-7002 | A  | キサス・キサス・キサス                          | Osvaldo Farrés                    | Osvaldo Farrés                     | 内藤法美     | 演奏：内藤法美＆東芝オールスターズ ※訳詞者 不詳 |
| 1960年5月下旬臨発   | JSP-7002 | B  | カチート                                        | Consuelo Velazquez                | Consuelo Velazquez                 | 内藤法美     | 演奏：内藤法美＆東芝オールスターズ ※訳詞者 不詳 |
| 1960年6月中旬臨発   | JP-1159  | A  | 暗い慕情                                        | 大藪春彦                          | 中村八大                           | 中村八大     | 水原主演の東宝映画『みな殺しの歌より 拳銃よさらば!』主題歌。 |
| 1960年6月中旬臨発   | JP-1159  | B  | この青さ、この若さ                              | 永六輔                            | 中村八大                           | 中村八大     | 東宝映画『高原に鐘は鳴る』主題歌。 |
| 1960年8月下旬臨発   | JP-1204  | A  | さすらいの唄                                    | 呉正恭                            | 二宮久男                           | 岩井直溥     | |
| 1960年8月下旬臨発   | JP-1204  | B  | 恋のカクテル                                    | 永六輔                            | 中村八大                           | 中村八大     | 東宝映画『黒い花びら』主題歌。 |
| 1960年11月臨発      | JP-1218  | A  | 星の下の瞳                                      | 永六輔                            | 中村八大                           | 中村八大     | ハワイアンテイストのアイドル的歌謡曲 |
| 1960年11月臨発      | JP-1218  | B  | 夜の渚                                          | 水島哲                            | ダニー飯田                         | 中村八大     | |
| 1960年11月1日       | JP-5044  | B  | ホワイト・クリスマス                            | 訳詩：永六輔                      | バーリン                           | 長洲忠彦     | A面は、森山加代子「ジングル・ベル」。演奏：ブルーソックス+ストリングス |
| 1960年11月1日       | JP-5045  | A  | ブルー・クリスマス                              | 訳詩：水原弘                      | ヘイズ・ジョンソン                 | 長洲忠彦     | エルヴィス・プレスリーの名唱で知られるバラード・ナンバー。B面は、森山加代子「飛んで来たサンタクロース」。演奏：ブルーソックス+ストリングス |
| 1961年5月           | JP-1261  | A  | 裏町人生                                        | 島田磐也                          | 阿部武雄                           | 中村八大     | 上原敏・結城道子による1937年のヒット曲のカバー。 B面は、津川洋一の「人生航海」のカップリング。 島田磐也作詞生活30年記念作品。コーラス：ローヤル・ナイツ |
| 1961年5月           | JP-1267  | A  | 禁じられた恋のボレロ                            | A.&M.Rahbany 訳詞：漣健児         | A.&M.Rahbany                       | 宮川泰       | フィルム・シンフォニック・オーケストラ、ファルーのカヴァー。 アルジェリア動乱に咲いた恋をテーマにした。 牧村旬子他との競作になったが、水原盤が圧勝した。 演奏：渡辺晋とシックス・ジョーズ+ストリングス |
| 1961年5月           | JP-1267  | B  | 涙が燃える                                      | 原由紀                            | 原六朗                             | 原六朗       | |
| 1961年9月臨発       | JP-1309  | A  | ある慕情 Sweet William                          | 訳詞：ホセしばさき                | ジョーンズ                         | 岩井直薄     | 演奏：東芝オール・スターズ |
| 1961年9月臨発       | JP-1309  | B  | 哀愁のテーマ Theme of the lonely                | 訳詞：漣健児                      | ペレツ                             | 中村八大     | 演奏：東芝オール・スターズ |
| 1961年9月臨発       | JP-1330  | A  | 男一匹旅がらす                                  | 島田磬也                          | 中村八大                           | 中村八大     | 大映映画『黒い三度笠』主題歌。 |
| 1961年9月臨発       | JP-1330  | B  | 黒い三度笠                                      | 青島幸男                          | 中村八大                           | 中村八大     | 大映映画『黒い三度笠』主題歌。 |
| 1961年11月          | JP-1306  | A  | 俺も独りさ                                      | 松井由利夫                        | 広瀬健次郎                         | 広瀬健次郎   | |
| 1961年11月          | JP-1306  | B  | いいなづけ                                      | 原六朗                            | 原六朗                             | 近藤進       | 演奏：高見健三とミッドナイト・サンズ・オーケストラ |
| 1961年12月          | JP-1315  | A  | 白い花の咲く頃                                  | 寺尾智沙                          | 田村しげる                         | 小野崎孝輔   | 1950年の岡本敦郎のカヴァー曲 |
| 1961年12月          | JP-1315  | B  | ヤツ                                            | 平岡精二                          | 平岡精二                           | 平岡精二     | 演奏：平岡精二クインテット＋ストリングス |
| 1962年1月上旬臨発   | JP-1356  | A  | 月曜日の男                                      | 持統院丈太郎 PD:飯島敬            | 沢田駿吾                           | 沢田駿吾     | TBS『月曜日の男』（主演：JJこと持統院丈太郎役：待田京介）主題歌。 演奏：高見健三とミッドナイト・サンズ・オーケストラ |
| 1962年1月上旬臨発   | JP-1356  | B  | 夜のサキソフォン                                | 東逸平                            | 倉知輝                             | 倉知輝       | |
| 1962年2月           | JP-1338  | A  | おやすみなさい                                  | 平岡精二                          | 平岡精二                           | 平岡精二     | 演奏：平岡精二クインテット デューク・エイセス |
| 1962年2月           | JP-1338  | B  | ギターを手にすると                              | 平岡精二                          | 平岡精二                           | 小野崎孝輔   | 演奏：高見健三とミッドナイト・サンズ・オーケストラ |
| 1962年3月臨発       | JP-1380  | A  | 心                                              | 平岡精二                          | 平岡精二                           | 平岡精二     | 東宝映画「若者たちの夜と昼」主題歌 映画音楽監督：平岡精二 演奏：ブルーソックス・オーケストラ |
| 1962年3月臨発       | JP-1380  | B  | お前だけが                                      | 平岡精二                          | 平岡精二                           | 平岡精二     | 東宝映画「若者たちの夜と昼」主題歌 映画音楽監督：平岡精二 演奏：ブルーソックス・オーケストラ |
| 1962年５月          | JP-1374  | A  | 哀愁                                            | 原六朗                            | 原田良一                           | 原田良一     | |
| 1962年５月          | JP-1374  | B  | 月影のハーモニカ                                | 原六朗                            | 原六朗                             | 原六朗       | ハーモニカ：森本恵夫 |
| 1962年7月10日臨発   | JP-5126  | A  | 夜の慕情                                        | Hans Fritz 訳詞：渡舟人           | Otto Borgmann オットー・ボルグマン | 小林郁夫     | コンチネンタル・タンゴの代表的作品「夜のタンゴ」 |
| 1962年7月10日臨発   | JP-5126  | B  | モスコーの夜は更けて                            | V.Soloviev Sedoy 訳詞：漣健児     | M.Mathsovsky                       | 小林郁夫     | 多くの実力派がカヴァーしている名曲 |
| 1962年9月           | JP-1436  | A  | 恋の約束                                        | 呉 正恭                           | 二宮久男                           | 小野崎孝輔   | |
| 1962年9月           | JP-1436  | B  | 一人ぼっちの夜                                  | 呉 正恭                           | 二宮久男                           | 小野崎孝輔   | |
| 1962年10月          | JP-1452  | A  | 星に歌う青春                                    | 高月ことば                        | 大文字丈太郎                       | 大文字丈太郎 | |
| 1962年10月          | JP-1452  | B  | 壁                                              | 津田昭                            | 津田昭                             | 小野崎孝輔   | |
| 1962年12月5日       | JP-5163  | A  | 忘れ得ぬ慕情 A Token of Love                    | 訳詞：三田恭次                    | W.カイマン                         | 小野崎孝輔   | |
| 1962年12月5日       | JP-5163  | B  | 夜霧に泣くブルース Karin's Theme                | 訳詞：三田恭次                    | S.アップルバーム                   | 小野崎孝輔   | |
| 1963年2月           | JP-5179  | A  | 悲しき兵士の物語 THEME FROM BALLAD OF A SOLDIER | 三田恭次                          | フランクル                         | 小野崎孝輔   | |
| 1963年2月           | JP-5179  | B  | シルヴァー・ムーン SILVER MOON                  | 漣健児                            | フェルツ                           | 小野崎孝輔   | |
| 1963年2月20日臨発   | JP-5194  | A  | いとしのロンリーハート Dear Lonely Heart        | B.ハーレイ 訳詞：三田恭次         | E.J.アントン                       | 小野崎孝輔   | |
| 1963年2月20日臨発   | JP-5194  | B  | 悲恋の掟 Basta Cosi                             | セルジオ・エンドリゴ 訳詞：漣健児 | セルジオ・エンドリゴ               | 岩井直薄     | |
| 1963年3月5日        | JP-1522  | A  | 素晴らしい人生                                  | 竹内伸光                          | 中村八大                           | 中村八大     | 明るい曲調の1曲。自身のコンサートでもオープニングやエンディングにもなった。 |
| 1963年3月5日        | JP-1522  | B  | 野良犬の歌                                      | 竹内伸光                          | 中村八大                           | 中村八大     | |
| 1963年6月           | JP-1549  | A  | 黒い旅鴉                                        | 竹内伸光                          | 中村八大                           | 中村八大     | |
| 1963年6月           | JP-1549  | B  | 水にうつりし月                                  | 永六輔                            | 中村八大                           | 中村八大     | |
| 1963年8月           | JP-1573  | A  | 夜の哀愁                                        | くるみ広彰                        | くるみ敏弘                         | 小野崎孝輔   | |
| 1963年8月           | JP-1573  | B  | 風に歌おう                                      | 永六輔                            | 中村八大                           | 中村八大     | NHK-TV「夢であいましょう」より。 |
| 1963年10月          | JP-1616  | A  | 男なら                                          | 西岡水朗                          | 草笛圭三                           | 小野崎孝輔   | |
| 1963年10月          | JP-1616  | B  | 俺とお前が                                      | 三田恭次                          | 小野崎孝輔                         | 小野崎孝輔   | |
| 1964年3月           | TR-1024  | A  | 夜霧のブルース                                  | 島田磬也                          | 大久保徳二郎                       | 小野崎孝輔   | |
| 1964年3月           | TR-1024  | B  | 上海ブルース                                    | 島田磬也                          | 大久保徳二郎                       | 小野崎孝輔   | |
| 1965年5月           | TR-1042  | A  | 波止場ブルース                                  | 島田磬也                          | 大久保徳二郎                       | 小野崎孝輔   | |
| 1965年5月           | TR-1042  | B  | 雨のデイト                                      | 島田磬也                          | 大久保徳二郎                       | 大久保徳二郎 | |
| 1964年5月           | TR-1066  | A  | 恋と云うものは                                  | 三田恭次 ミッキー・カーティス     | 鈴木邦彦 ミッキー・カーティス      | 藤家虹二     | B面は、島リエ「あきらめて」とのカップリング。 演奏：藤家虹二オール・スターズ 島リエとのデュエット曲 |
| 1964年6月           | TR-1060  | A  | 或る雨の午後                                    | 島田磐也                          | 大久保徳二郎                       | 小野崎孝輔   | |
| 1964年6月           | TR-1060  | B  | 素浪人ぶし                                      | 島田磐也                          | 大久保徳二郎                       | 大久保徳二郎 | |
| 1964年11月          | TP-1001  | A  | ど根性一代                                      | 十二村哲 勝新太郎                 | 大久保徳二郎                       | 大久保徳二郎 | 勝新太郎の台詞入り。東芝レコード・ステレオ・シングルの第1回発売作品。 |
| 1964年11月          | TP-1001  | B  | 男の人生                                        | 島田磬也                          | 大久保徳二郎                       | 大久保徳二郎 | |
| 1965年2月           | TP-1035  | A  | 枯あし船頭唄                                    | 十二村哲                          | 大久保徳二郎                       | 大久保徳二郎 | |
| 1965年2月           | TP-1035  | B  | 怒涛一代                                        | 十二村哲                          | 大久保徳二郎                       | 大久保徳二郎 | |
| 1965年7月           | TP-1094  | A  | 銀座川                                          | 志賀大介                          | いずみたく                         | いずみたく   | |
| 1965年7月           | TP-1094  | B  | 裏町ぐらし                                      | 志賀大介                          | いずみたく                         | いずみたく   | |
| 1965年9月           | TP-1119  | A  | ぐちも涙も忘れよう                              | 三田恭次 白崎まさし               | 大久保徳二郎                       | 大久保徳二郎 | |
| 1965年9月           | TP-1119  | B  | 波止場無宿                                      | 十二村哲                          | 大久保徳二郎                       | 大久保徳二郎 | |
| 1965年12月          | TP-1163  | A  | あきらめ節                                      | 橋本忍                            | 大久保徳二郎                       | 小野崎孝輔   | NETテレビ『悪の紋章』主題歌。 |
| 1965年12月          | TP-1163  | B  | 涙に弱い俺なんだ                                | 志賀大介                          | 大久保徳二郎                       | 小野崎孝輔   | |
| 1966年3月5日        | TP-1234  | A  | 人情小唄                                        | 斉藤次男 松井由利夫（補作）       | 吉野達弥                           | 吉野達弥     | |
| 1966年3月5日        | TP-1234  | B  | 浮雲の唄                                        | 松井由利夫                        | 大沢浄二                           | 大沢浄二     | |
| 1966年5月5日        | TP-1279  | A  | 幸せをはここに                                  | 大橋節夫                          | 大橋節夫                           | 小野崎孝輔   | |
| 1966年5月5日        | TP-1279  | B  | 夜霧の別れ                                      | 志賀大介                          | 大久保徳二郎                       | 大久保徳二郎 | |
| 1966年9月           | TP-1326  | A  | おんなの子守唄                                  | 吉田央                            | 高原哲                             | 藤家虹二     | |
| 1966年9月           | TP-1326  | B  | 恋ぐろう                                        | 沢ノ井千江児                      | 中村泰士                           | 小野崎孝輔   | |
| 1967年1月           | TP-1390  | A  | 君こそわが命                                    | 川内康範                          | 猪俣公章                           | 小野崎孝輔   | 第9回日本レコード大賞歌唱賞受賞。 週刊アサヒ芸能連載 川内康範原作『君こそわが命』より。 |
| 1967年1月           | TP-1390  | B  | 沈黙のブルース                                  | 川内康範                          | 猪俣公章                           | 小野崎孝輔   | |
| 1967年5月           | TP-1470  | A  | 君を愛して                                      | 川内和子                          | 松尾安巳                           | 小野崎孝輔   | |
| 1967年5月           | TP-1470  | B  | 燃える                                          | 川内和子                          | 松尾安巳                           | 小野崎孝輔   | 朝日放送『愛の装飾』主題歌。 |
| 1967年11月5日       | TP-1555  | A  | 愛の渚                                          | 浜口庫之助                        | 浜口庫之助                         | 小野崎孝輔   | “ひとりG.S.”的なアレンジ。 |
| 1967年11月5日       | TP-1555  | B  | スイッチョ小唄                                  | 浜口庫之助                        | 浜口庫之助                         | 小野崎孝輔   | 韓国歌謡調を取り入れた曲。 |
| 1967年12月25日      | TP-1578  | A  | 好きと云ってよ                                  | 丹古晴己                          | 大本恭敬                           | 小野崎孝輔   | |
| 1967年12月25日      | TP-1578  | B  | おしえてほしい                                  | 丹古晴己                          | 白野隆一                           | 小野崎孝輔   | |
| 1968年4月10日       | TP-2008  | A  | 愛の芽ばえ                                      | なかにし礼                        | 平尾昌晃                           | 小野崎孝輔   | |
| 1968年4月10日       | TP-2008  | B  | 七月の子守唄                                    | なかにし礼                        | 平尾昌晃                           | 小野崎孝輔   | |
| 1968年7月           | TP-2028  | A  | 可愛い奴                                        | 有馬三恵子                        | 鈴木淳                             | 小野崎孝輔   | 有馬・鈴木夫妻の作品。 |
| 1968年7月           | TP-2028  | B  | 哀しい恋                                        | 有馬三恵子                        | 鈴木淳                             | 小野崎孝輔   | 有馬・鈴木夫妻の作品。 |
| 1968年9月21日       | TP-2064  | A  | 慟哭のブルース                                  | 川内康範                          | 曽根幸明                           | 森岡賢一郎   | 週刊女性連載 川内康範原作『慟哭』より。 |
| 1968年9月21日       | TP-2064  | B  | 恋情                                            | 川内康範                          | 三住令二                           | 荒木圭男     | |
| 1969年3月5日        | TP-2133  | A  | こころ泣き                                      | 丹古晴己                          | 鈴木邦彦                           | 鈴木邦彦     | |
| 1969年3月5日        | TP-2133  | B  | さよならは言えない                              | なかにし礼                        | 鈴木邦彦                           | 鈴木邦彦     | |
| 1969年5月1日        | TC-1131  | A  | 忍びのテーマ                                    | 李春子                            | 大本恭敬                           | 川口真       | フジテレビ系アニメ『忍風カムイ外伝』主題歌。 B面は、デューク・エイセス「白いつばめ」。 |
| 1969年7月1日        | TP-2176  | A  | 恋のかげろう                                    | 山口あかり                        | 大本恭敬                           | 荒木圭男     | |
| 1969年7月1日        | TP-2176  | B  | 恋に切なく                                      | 山口洋子                          | イマムラたかし                     | 荒木圭男     | コーラス：スリー・シンガーズ |
| 1969年10月1日       | TP-2196  | A  | 女の爪あと                                      | 西沢爽                            | 猪俣公章                           | 猪俣公章     | |
| 1969年10月1日       | TP-2196  | B  | 流れ花                                          | 西沢爽                            | 猪俣公章                           | 猪俣公章     | |
| 1970年4月           | TP-2266  | A  | 流れびとの詩                                    | 丘たくみ                          | 大本恭敬                           | 黒木走男     | |
| 1970年4月           | TP-2266  | B  | 丹下左膳の唄                                    | 丘たくみ                          | 大本恭敬                           | 黒木走男     | NETテレビ『丹下左膳』主題歌。 みすず児童合唱団 |
| 1970年9月5日        | TP-2329  | A  | へんな女                                        | 浜口庫之助                        | 浜口庫之助                         | 小谷充       | この年2月に発売・大ヒットした左卜全の『老人と子供のポルカ』の路線に近いテイストのシニカルなナンセンス・ソング。 歌詞の中に、“へんな唄歌う、へんな男・水原弘”が登場する（コーラスの子供たちが、歌の合間に水原の名前を呼ぶ）。                                                                                 |
| 1970年9月5日        | TP-2329  | B  | 泣くときゃひとり                                | 山口洋子                          | 浜口庫之助                         | 小杉仁三     | |
| 1971年1月           | TP-2363  | A  | からだの中を風が吹く                            | 下田偉咲夫                        | 下田偉咲夫                         | 小谷充       | 日活映画『関東流れ者』挿入歌。 第1回ポピュラーソングコンテストグランプリ曲 |
| 1971年1月           | TP-2363  | B  | 可愛い女                                        | 西沢爽                            | 大本恭敬                           | 小野崎孝輔   | |
| 1971年3月5日        | TP-2390  | A  | 愛々ブルース                                    | 川内康範                          | 曾根幸明                           | 森岡賢一郎   | |
| 1971年3月5日        | TP-2390  | B  | 明日は何処かへ                                  | 川内康範                          | 曾根幸明                           | 小野崎孝輔   | |
| 1971年6月           | TP-2463  | A  | 風来坊仁義                                      | 伊吹とおる                        | 原田みのる                         | 春見俊介     | 第3回古賀賞受賞作品。 |
| 1971年6月           | TP-2463  | B  | 流転                                            | 藤田まさと                        | 阿部武雄                           | 小野崎孝輔   | |
| 1971年8月           | TP-2497  | A  | こんど生れてくる時は                            | 浜口庫之助                        | 浜口庫之助                         | 小杉仁三     | 東芝児童合唱団 |
| 1971年8月           | TP-2497  | B  | あゝこの恋は                                    | 浜口庫之助                        | 浜口庫之助                         | 小杉仁三     | |
| 1971年11月25日      | TP-2567  | A  | 隠密大作戦                                      | 鳥居実                            | 大本恭敬                           | 小野崎孝輔   | NTV系連続テレビドラマ「弥次喜多隠密道中」主題歌。 |
| 1971年11月25日      | TP-2567  | B  | かなしみの詩                                    | 鳥居実                            | 大本恭敬                           | 小野崎孝輔   | |
| 1971年12月          | TP-2592  | A  | 二度目の恋                                      | 浜口庫之助                        | 浜口庫之助                         | 小杉仁三     | |
| 1971年12月          | TP-2592  | B  | いつ咲く恋の花                                  | 浜口庫之助                        | 浜口庫之助                         | 小杉仁三     | |
| 1972年3月5日        | TP-2620  | A  | お嫁に行くんだね                                | 林保明                            | 林保明                             | 一ノ瀬義孝   | NHK『あなたのメロディー』1971年度最優秀曲。 |
| 1972年3月5日        | TP-2620  | B  | マリアの愛                                      | 川内康範                          | 曾根幸明                           | 小野崎孝輔   | 第1回東京音楽祭国内大会（1972年5月13日）入賞曲。 |
| 1972年8月5日        | TP-2702  | A  | 永遠の愛                                        | 片桐和子                          | Sunny Conwell                      | 小野崎孝輔   | |
| 1972年8月5日        | TP-2702  | B  | 遅すぎた恋                                      | 片桐和子                          | Sunny Conwell                      | 小野崎孝輔   | |
| 1973年2月5日        | TP-2800  | A  | 雪国                                            | 志摩美之                          | 平尾昌晃                           | 竜崎路路     | 川端康成の「雪国」をモチーフにしている。 デビュー15周年記念歌。 |
| 1973年2月5日        | TP-2800  | B  | こころのブルース                                | 志摩美之                          | 平尾昌晃                           | 竜崎路路     | |
| 1973年6月           | TP-2867  | A  | 自由の旗の下に                                  | 川内康範                          | 遠藤実                             | 斉藤恒夫     | |
| 1973年6月           | TP-2867  | B  | こころに太陽抱きながら                          | 川内康範                          | 鈴木邦彦                           | 青木望       | |
| 1973年9月           | TP-2918  | A  | 祭りの夜は恋の夜                                | 浜口庫之助                        | 浜口庫之助                         | 小杉仁三     | |
| 1973年9月           | TP-2918  | B  | 青空                                            | 浜口庫之助                        | 浜口庫之助                         | 小杉仁三     | |
| 1974年5月5日        | TP-20008 | A  | 港はまだ遠い                                    | 吉田旺                            | 浜圭介                             | 竜崎孝路     | 最後のシングル。 |
| 1974年5月5日        | TP-20008 | B  | かもめの宿                                      | 吉田旺                            | 浜圭介                             | 竜崎孝路     | 最後のシングル。 |

### アルバム
- 水原弘　ラテンを歌う（JPO-1040）
- 黒い花びら（JPO-1050）
- おミズと加代ちゃんのクリスマス・イブ（JPO-1161）※森山加代子との共演盤
- 魅惑の声　第１集～水原弘　ヒット・ソング集（JPO-1108）
- 黒田節～水原弘民謡を歌う（JPO-3023）
- 魅惑の声　第２集～水原弘　ザ・ビッグ・ヒット・パレード集（JPO-1158）
- おミズ再びラテンを歌う（JPO-3025）
- 魅惑の声　第３集～水原弘　ヒット・ソング集（JPO-1202）
- 素晴らしい人生（JPO-1322）

以上10インチ盤
- 男のうた（TP-6014）
- 君こそわが命（TP-7091）※初期モノラル曲はステレオ再録音
- 水原弘オン・ステージ　歌い続けて10年（TP-9005）※ライブ盤
- 軍歌（TP-7334）
- 夜に歌う（TP-7437）
- 夢の競演（TP-7474）※４曲収録　和田弘とマヒナスターズ、黒木憲とのオムニバス盤　（和田弘とマヒナスターズは全曲演奏も担当）
- 九段の母　水原弘　軍歌を歌う（TP-8098）
- 人生劇場（TP-8127）
- 水原弘オン・ステージ～こんばんは水原弘です（TP-8199/8200）※ライブ盤
- 雪国～水原弘　抒情歌を唄う（TP-8240）
- 初公開！熱唱！水原弘（TOCT-6225/6）※再録音、未発表曲集（CD）
- 絶唱　水原弘　最後の録音盤 ※晩年の再録音（CD）

ベスト盤LP
- 黒い花びら～水原弘歌謡デラックス（TP-4011/2）
- こころで唄う（TR-6125/6）
- 水原弘デラックス（TP-8078）※夢の競演　収録の4曲含む（「花と蝶」は和田弘とマヒナスターズが演奏したヴァージョン）
- 水原弘全曲集（TP-60019）

## 映画出演
- 青春を賭けろ（1959年、東宝）
- 檻の中の野郎たち（1959年、東宝）
- 「黒い落葉」より 青春を吹き鳴らせ（1959年、日活）
- 黒い花びら（1960年、東宝）
- 嵐を呼ぶ楽団（1960年、東宝）
- 別離の歌（1960年、東宝）
- みな殺しの歌より 拳銃よさらば!（1960年、東宝）
- 銀座の恋人たち（1961年、東宝）
- 飛び出した女大名（1961年、大映）
- ドドンパ酔虎伝（1961年、大映）
- 黒い三度傘（1961年、大映）
- メキシコ無宿（1962年、日活）
- べらんめぇ芸者と大阪娘（1962年、東映）
- 若者たちの夜と昼（1962年、東映）
- クレージーの花嫁と七人の仲間（1962年、松竹）
- かっこいい若者たち（1962年、大映）
- 夢で逢いましょ（1962年、東宝）
- ひばり・チエミのおしどり千両傘（1963年、東映）
- 夜霧の上州路（1963年、東映）
- この首一万石（1963年、東映）
- 悪名波止場（1963年、大映）
- 駿河遊侠伝 破れ鉄火（1964年、大映）
- 駿河遊侠伝 度胸がらす（1965年、大映）
- 男の挑戦（1968年、松竹）
- 霧にむせぶ夜（1968年、松竹）
- 関東流れ者（1971年、日活）

## テレビドラマ出演
- 嵐のなかでさよなら（1966年、NET・東映）− 青星文人 役
- 弥次喜多隠密道中 第9話「帰って来た男」（1971年、NTV・歌舞伎座テレビ室） - 石打の仙太郎 役
- 銭形平次 第336話「平次対用心棒」（1972年、フジテレビ・東映） - 松永清兵ヱ 役
- 非情のライセンス（第1シリーズ） 第26話「兇悪の番外地」（1973年、NET・東映）− 渋谷八郎 役
- ご存知遠山の金さん（1974年8月18日・爆薬を抱いた男、テレビ朝日） - 紙屋藤八役

## NHK紅白歌合戦出場歴
| 年度/放送回               | 回 | 曲目                   | 出演順 | 対戦相手               | 備考                          |
| ------------------------- | -- | ---------------------- | ------ | ---------------------- | ----------------------------- |
| 1959年（昭和34年）/第10回 | 初 | 黒い花びら             | 11/25  | 水谷良重               | 紅白初出場                    |
| 1960年（昭和35年）/第11回 | 2  | 恋のカクテル           | 10/27  | 水谷良重(2)            |                               |
| 1961年（昭和36年）/第12回 | 3  | 禁じられた恋のボレロ   | 11/25  | 松尾和子               |                               |
| 1967年（昭和42年）/第18回 | 4  | 君こそわが命           | 02/23  | 園まり                 | 6年ぶりに復帰出場             |
| 1968年（昭和43年）/第19回 | 5  | 愛の渚                 | 09/23  | 西田佐知子             |                               |
| 1969年（昭和44年）/第20回 | 6  | 君こそわが命(2回目)    | 16/23  | 梓みちよ               |                               |
| 1970年（昭和45年）/第21回 | 7  | へんな女               | 02/24  | 和田アキ子             |                               |
| 1971年（昭和46年）/第22回 | 8  | こんど生まれて来る時は | 24/25  | 水前寺清子             | トリ前                        |
| 1972年（昭和47年）/第23回 | 9  | お嫁に行くんだね       | 17/23  | 平田隆夫とセルスターズ |                               |
| 1973年（昭和48年）/第24回 | 10 | 君こそわが命(3回目)    | 21/22  | 都はるみ               | トリ前(2)・生涯最後の紅白出場 |

（注意点）
- 対戦相手の歌手名の( )内の数字はその歌手との対戦回数、備考のトリ等の次にある( )はトリ等を務めた回数を表す。
- 曲名の後の（○回目）は紅白で披露された回数を表す。
- 出演順は「（出演順）/（出場者数）」で表す。

## 秘話
1973年（昭和48年）の年明け頃から、暴力団追放運動が盛んになり、美空ひばりが実弟の不祥事発覚や、デビュー以来の山口組及び三代目組長・田岡一雄との公私にわたる長年の親密な関わりが問題視されたことをきっかけに、全国の公会堂や市民会館での公演をボイコットされていた時、水原は演劇プロデューサーの黒田耕司から名古屋御園座での4月公演「美空ひばり特別公演」の芝居「かすりの女」への出演を依頼された。「歌手でありながら自分は歌わず、芝居でのひばりの相手役だけの出演」という依頼であったにもかかわらず、水原は「お嬢（美空ひばり）が困っているんだ。本当の友ならこういう時に助けてあげるのが筋だろう」と、これを快諾。水原の男気にはひばり本人を始め、舞台関係者も感激したという。

## 評伝
- 村松友視『黒い花びら』河出書房新社、2001年／河出文庫、2005年